# مارفن وايس
مارفن وايس (بالألمانية: Marvin Weiss)‏ (7 مارس 1995 في ألمانيا - ) هو لاعب كرة قدم ألماني في مركز الوسط. شارك مع منتخب ألمانيا تحت 16 سنة لكرة القدم ومنتخب ألمانيا تحت 17 سنة لكرة القدم. أما مع النوادي، فقد لعب مع نادي شتوتغارت.

## وصلات خارجية
- مارفن وايس على موقع قاعدة بيانات كرة القدم.إي يو (الإنجليزية)
- مارفن وايس على موقع بيانات كرة القدم. دي إي (الألمانية)
- مارفن وايس على موقع عالم كرة القدم.نت (الإنجليزية)